# Église Notre-Dame d'Amfreville-sur-Iton
L'église Notre-Dame est un édifice catholique situé à Amfreville-sur-Iton, dans l'Eure. Construite à partir du XIIe siècle, elle est inscrite au titre des monuments historiques,.

## Historique
La nef est construite dans la première moitié du XIIe siècle, le chœur et clocher dans la première moitié du XVIe siècle. Vers 1530 est édifiée la chapelle seigneuriale des Pommereuil.
Le clocher est réparé en 1782 par Jacques Charles Delalande, architecte à Rouen.

## Protection
L'église est inscrite au titre des monuments historiques le 8 janvier 1955,.

## Galerie

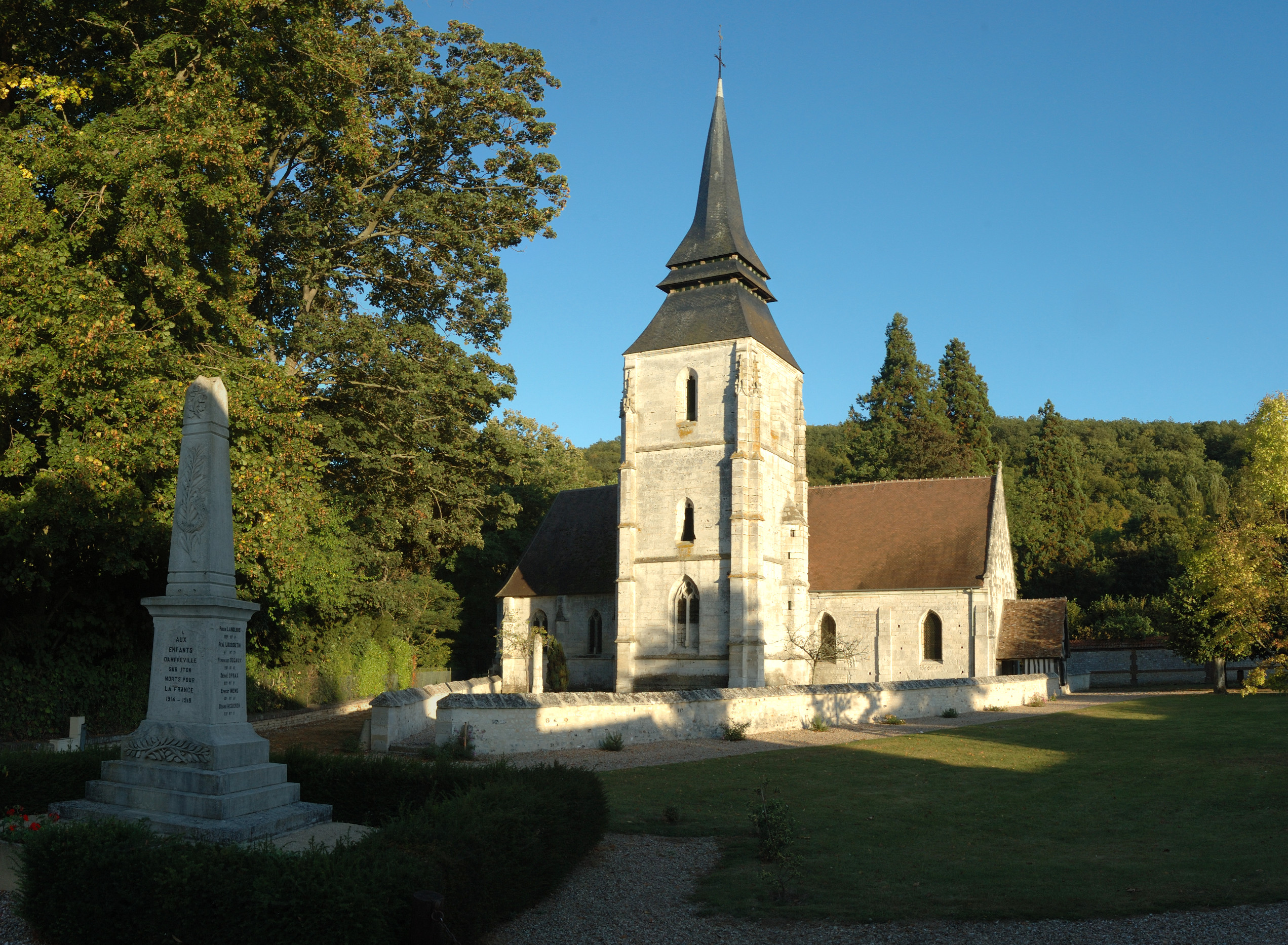
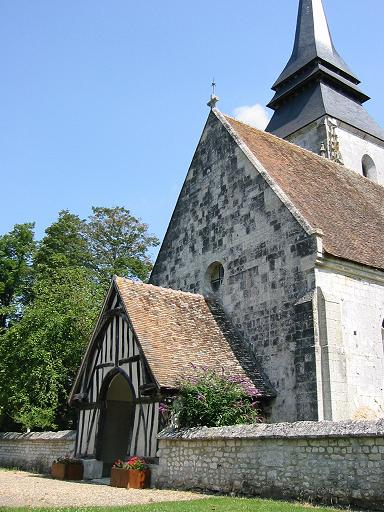